# (2277) Moreau
(2277) Moreau (1950 DS) – planetoida z pasa głównego asteroid okrążająca Słońce w ciągu 4,19 lat w średniej odległości 2,6 au. Odkryta 18 lutego 1950 roku.